# ISO 3166-2:DE
ISO 3166-2:DE is een ISO-standaard met betrekking tot de zogenaamde geocodes. Het is een subset van de ISO 3166-2 tabel, die specifiek betrekking heeft op Duitsland. Voor Duitsland worden hiermee de deelstaten gedefinieerd.
De gegevens werden tot op 23 november 2017 geüpdatet op het ISO Online Browsing Platform (OBP). Hier worden 16 deelstaten - Land (en) / land (fr) / Land (de) - gedefinieerd.
Volgens de eerste set, ISO 3166-1, staat DE voor Duitsland, het tweede gedeelte is een tweeletterige code.

## Codes
| Code  | Naam                   |
| ----- | ---------------------- |
| DE-BW | Baden-Württemberg      |
| DE-BY | Bayern                 |
| DE-BE | Berlin                 |
| DE-BB | Brandenburg            |
| DE-HB | Bremen                 |
| DE-HH | Hamburg                |
| DE-HE | Hessen                 |
| DE-MV | Mecklenburg-Vorpommern |
| DE-NI | Niedersachsen          |
| DE-NW | Nordrhein-Westfalen    |
| DE-RP | Rheinland-Pfalz        |
| DE-SL | Saarland               |
| DE-SN | Sachsen                |
| DE-ST | Sachsen-Anhalt         |
| DE-SH | Schleswig-Holstein     |
| DE-TH | Thüringen              |